# Onthophagus parallelicornis
Onthophagus parallelicornis är en skalbaggsart som beskrevs av Macleay 1887. Onthophagus parallelicornis ingår i släktet Onthophagus och familjen bladhorningar. Inga underarter finns listade i Catalogue of Life.